# Bârsău de Sus, Satu Mare
Bârsău de Sus este satul de reședință al comunei Bârsău din județul Satu Mare, Transilvania, România.

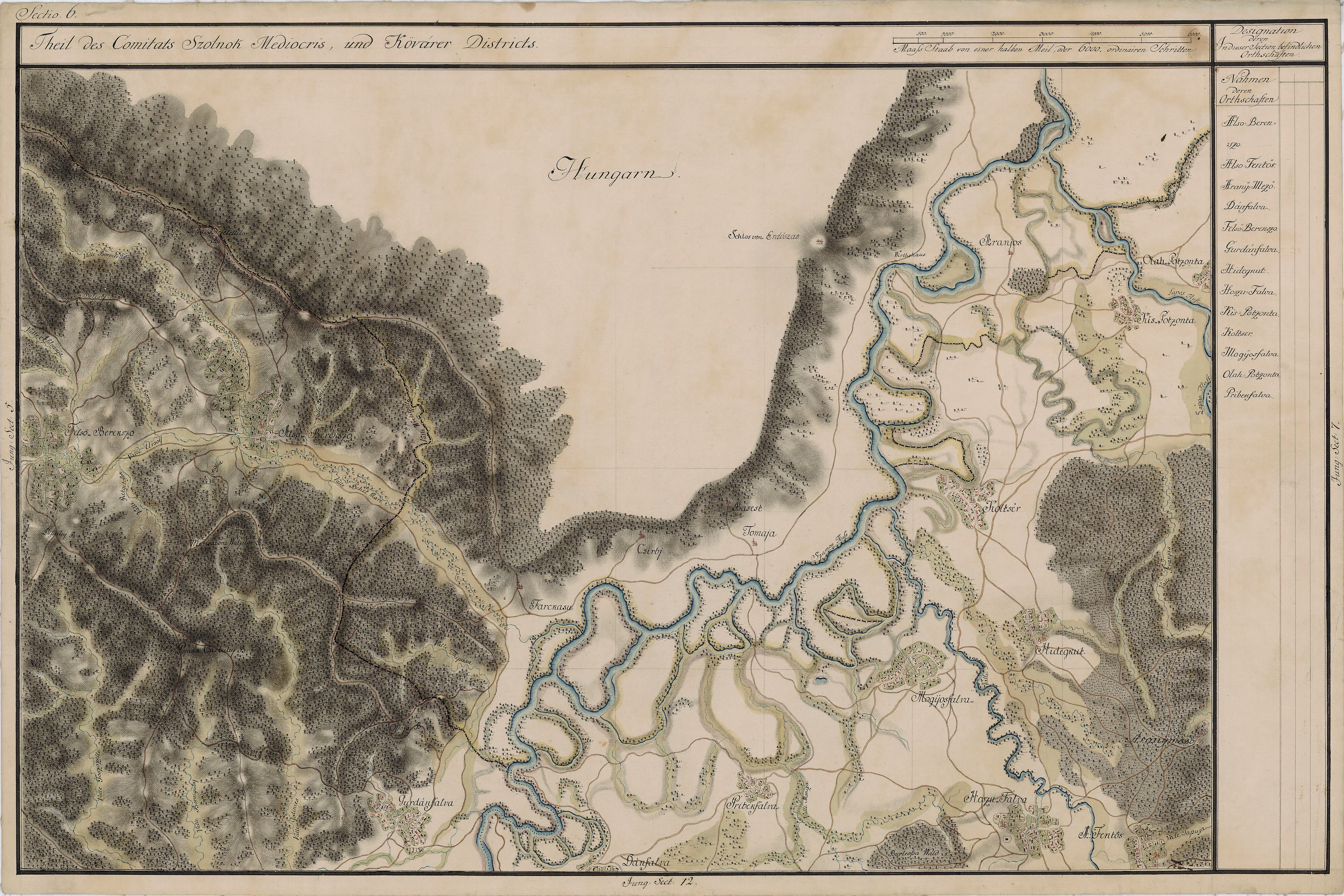
Bârsău de Sus în Harta Iosefină a Transilvaniei

 Acest articol despre o localitate din județul Satu Mare este deocamdată un ciot. Puteți ajuta Wikipedia prin completarea lui.